# Fermo Camellini
Fermo Camellini (7. december 1914 i Scandiano – 27. august 2010) var en fransk landevejscykelrytter, som vandt Paris-Nice i 1946 og Flèche Wallonne i 1948, og to etaper i Tour de France 1947. Han har også kørt i den rosa førertrøje på tre etaper i Giro d'Italia 1946.

## Eksterne links
- Fermo Camellinis profil på CycleBase (engelsk)
- Fermo Camellinis profil på Cykelsiderne
- Fermo Camellinis profil på ProCyclingStats (engelsk)
- Fermo Camellinis profil på FirstCycling

| Cykling | Spire Denne biografi om en fransk cykelrytter er en spire som bør udbygges. Du er velkommen til at hjælpe Wikipedia ved at udvide den. |